# Schattenhof (Kammerstein)
Schattenhof (fränkisch: Schadnhuf) ist ein Gemeindeteil der Gemeinde Kammerstein im Landkreis Roth (Mittelfranken, Bayern). Schattenhof liegt in der Gemarkung Kammerstein.

## Geografie
Östlich des Weilers liegen die Waldgebiete „Schattenlohe“ und „Kirchweghölzer“, im Osten „Moos“ und im Süden das Flurgebiet „Im Feld“. Im Norden liegt die Raststätte „Kammersteiner Land“ der A 6. Eine Gemeindeverbindungsstraße führt nach Oberreichenbach (2,2 km nördlich) bzw. zur Bundesstraße 466 bei Kammerstein (0,6 km südlich).

## Geschichte
Im 13. Jahrhundert bestand Schattenhof wahrscheinlich aus einem Ganzhof. 1340 wurde der Ort als „Schattenhouen“ erstmals urkundlich erwähnt. Das Bestimmungswort des Ortsnamens ist Schatto, der Personenname des Siedlungsgründers. 1349 gehörte der Hof noch zu den Gütern der Herren von Nassau. In der Folgezeit kam der Ort an die Burggrafschaft Nürnberg. Der auf dem Schattenhof ansässige Bauer hatte für die Burgherren drei Wiesen zu mähen und war auch zur Burgwache eingeteilt. Als Gegenleistung erhielt er Essen aus der Schlossküche. In deren Nachfolge kam der Schattenhof an das Fürstentum Ansbach. Im markgräflichen Salbuch von 1434 wurden für „Schattenhofe“ zwei Höfe angegeben, 1530 nur noch einer. 1623 gab es wieder zwei Höfe. 1732 gab es laut den Oberamtsbeschreibungen von Johann Georg Vetter in Schattenhof einen Hof und ein Gut, wozu jedoch fast keine Äcker gehörten.
Gegen Ende des 18. Jahrhunderts gehörte der Schattenhof zur Realgemeinde Kammerstein. In Schattenhof gab es 2 Anwesen. Das Hochgericht übte das brandenburg-ansbachische Oberamt Schwabach aus. Der Ganzhof und das Köblergut hatten das Kastenamt Schwabach als Grundherrn. Unter der preußischen Verwaltung (1792–1806) des Fürstentums Ansbach erhielt der Schattenhof die Hausnummern 30 bis 31 des Ortes Kammerstein. Von 1797 bis 1808 unterstand der Ort dem Justiz- und Kammeramt Schwabach. 1802 gab es im Ort weiterhin 2 Anwesen.
Im Rahmen des Gemeindeedikts wurde 1808 Schattenhof dem Steuerdistrikt Kammerstein und der 1818 gebildeten Ruralgemeinde Kammerstein zugeordnet.

## Einwohnerentwicklung
| Jahr      | 001818 | 001840 | 001861 | 001871 | 001885 | 001900 | 001925 | 001950 | 001961 | 001970 | 001987 |
| Einwohner | 11     | 20     | *      | 29     | 28     | 31     | 32     | 30     | 35     | 36     | 21     |
| Häuser    | 2      | 3      |        |        | 5      | 5      | 5      | 5      | 6      |        | 8      |
| Quelle    | [ 16 ] | [ 17 ] | [ 18 ] | [ 19 ] | [ 20 ] | [ 21 ] | [ 22 ] | [ 23 ] | [ 24 ] | [ 25 ] | [ 1 ]  |

## Religion
Der Ort ist seit der Reformation evangelisch-lutherisch geprägt und bis heute nach St. Georg (Kammerstein) gepfarrt. Die Katholiken sind nach St. Sebald (Schwabach) gepfarrt.